# 都水使者
都水使者，中國古代官職。

## 沿革
秦朝有都水长丞，管理灌溉和保修河渠。西汉太常、少府、水衡都尉和三辅，都有这样的属官。至汉成帝時，認為這類官吏分散於各署，統領不便，设置左右都水使者各一人统領都水之事品。东汉到南北朝废置不常，唯南梁、南陳改稱太舟卿。隋唐两宋以都水使者为都水监的长官。